# ATP Sydney

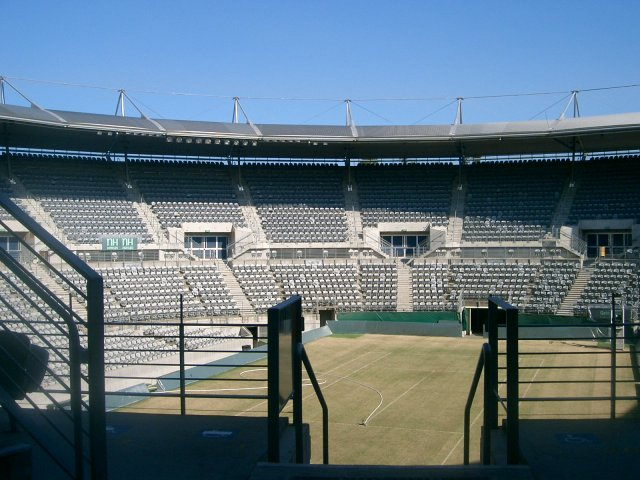
Stadion im NSW Tennis Centre

Das ATP-Turnier von Sydney (offiziell Sydney International; ehemals Apia International) war ein jährlich im australischen Bundesstaat New South Wales ausgetragenes Tennis-Profiturnier der Herren. Das Turnier war Teil der ATP Tour 250 und fand zuletzt im Januar in der Woche vor den Australian Open statt, dauerte eine Woche und galt – auch weil auf demselben Belag wie in Melbourne gespielt wird – als Vorbereitung für das erste Grand-Slam-Turnier des Jahres.

## Geschichte
Es war eines der ältesten Turniere der Welt, die erste Austragung fand 1885 unter dem Namen N.S.W. Open statt. Es entstand aus der Idee der Briten, in jeder der Kolonien den besten Tennisspieler zu finden. Ab 1935 fand das Turnier allerdings erst als permanent jährlich ausgetragenes Event statt.
Von 1970 bis zur Auflösung 1989 war das Turnier Teil des Grand Prix Tennis Circuit, der 1990 in die ATP Tour aufging.
Bis 1908 fand das Turnier im Sydney Cricket Ground statt. Nach ein paar Jahren in Double Bay, fand das Turnier dann von 1922 bis 1999 im White City Stadium in Sydney statt.  Seit dem Jahr 2000 wird das Turnier im NSW Tennis Centre ausgetragen, das für die Olympischen Spiele 2000 errichtet wurde.

## Siegerliste
Ein deutscher Spieler konnte sich nicht in die Siegerliste eintragen. Der erfolgreichste Spieler der Open Era ist der Australier Lleyton Hewitt, der das Turnier viermal gewann; John Bromwich und Jack Crawford sind mit sieben Titeln Rekordsieger des Turniers. Im Doppel konnte Todd Woodbridge sogar fünfmal triumphieren. 2015 konnte Daniel Nestor mit fünf Titeln im Doppel gleichziehen.

### Einzel
| Jahr                         | Sieger                        | Finalgegner            | Finalergebnis             |
| ---------------------------- | ----------------------------- | ---------------------- | ------------------------- |
| 2022                         | Aslan Karazew                 | Andy Murray            | 6:3, 6:3                  |
| 2020–2021: nicht ausgetragen |                               |                        |                           |
| 2019                         | Alex de Minaur                | Andreas Seppi          | 7:5, 7:65                 |
| 2018                         | Daniil Medwedew               | Alex de Minaur         | 1:6, 6:4, 7:5             |
| 2017                         | Gilles Müller                 | Daniel Evans           | 7:66, 6:2                 |
| 2016                         | Viktor Troicki (2)            | Grigor Dimitrow        | 2:6, 6:1, 7:67            |
| 2015                         | Viktor Troicki (1)            | Michail Kukuschkin     | 6:2, 6:3                  |
| 2014                         | Juan Martín del Potro         | Bernard Tomic          | 6:3, 6:1                  |
| 2013                         | Bernard Tomic                 | Kevin Anderson         | 6:3, 6:72, 6:3            |
| 2012                         | Jarkko Nieminen               | Julien Benneteau       | 6:2, 7:5                  |
| 2011                         | Gilles Simon                  | Viktor Troicki         | 7:5, 7:64                 |
| 2010                         | Marcos Baghdatis              | Richard Gasquet        | 6:4, 7:62                 |
| 2009                         | David Nalbandian              | Jarkko Nieminen        | 6:3, 6:79, 6:2            |
| 2008                         | Dmitri Tursunow               | Chris Guccione         | 7:63, 7:64                |
| 2007                         | James Blake (2)               | Carlos Moyá            | 6:3, 5:7, 6:1             |
| 2006                         | James Blake (1)               | Igor Andrejew          | 6:3, 2:6, 7:63            |
| 2005                         | Lleyton Hewitt (4)            | Ivo Minář              | 7:5, 6:0                  |
| 2004                         | Lleyton Hewitt (3)            | Carlos Moyá            | 4:3 aufgg.                |
| 2003                         | Lee Hyung-taik                | Juan Carlos Ferrero    | 4:6, 7:66, 7:64           |
| 2002                         | Roger Federer                 | Juan Ignacio Chela     | 6:3, 6:3                  |
| 2001                         | Lleyton Hewitt (2)            | Magnus Norman          | 6:4, 6:1                  |
| 2000                         | Lleyton Hewitt (1)            | Jason Stoltenberg      | 6:4, 6:0                  |
| 1999                         | Todd Martin (2)               | Àlex Corretja          | 6:3, 7:65                 |
| 1998                         | Karol Kučera                  | Tim Henman             | 7:5, 6:4                  |
| 1997                         | Tim Henman                    | Carlos Moyá            | 6:3, 6:1                  |
| 1996                         | Todd Martin (1)               | Goran Ivanišević       | 5:7, 6:3, 6:4             |
| 1995                         | Patrick McEnroe               | Richard Fromberg       | 6:2, 7:6                  |
| 1994                         | Pete Sampras (2)              | Ivan Lendl             | 7:6, 6:4                  |
| 1993                         | Pete Sampras (1)              | Thomas Muster          | 7:6, 6:1                  |
| 1992                         | Emilio Sánchez Vicario        | Guy Forget             | 6:3, 6:4                  |
| 1991                         | Guy Forget                    | Michael Stich          | 6:3, 6:4                  |
| 1990                         | Yannick Noah                  | Carl-Uwe Steeb         | 5:7, 6:3, 6:4             |
| 1989                         | Aaron Krickstein              | Andrei Tscherkassow    | 6:4, 6:2                  |
| 1988                         | John Fitzgerald (2)           | Andrei Tschesnokow     | 6:3, 6:4                  |
| 1987                         | Miloslav Mečíř                | Peter Doohan           | 6:4, 6:2                  |
| 1986                         | nicht ausgetragen             | nicht ausgetragen      | nicht ausgetragen         |
| 1985                         | Henri Leconte                 | Kelly Evernden         | 6:7, 6:2, 6:3             |
| 1984                         | John Fitzgerald (1)           | Sammy Giammalva        | 6:3, 6:3                  |
| 1983                         | Joakim Nyström                | Mike Bauer             | 2:6, 6:3, 6:1             |
| 1982                         | John Alexander                | John Fitzgerald        | 4:6, 7:6, 6:4             |
| 1981                         | Tim Wilkison (2)              | Chris Lewis            | 6:4, 7:6, 6:3             |
| 1980                         | Fritz Buehning                | Brian Teacher          | 6:3, 6:7, 7:6             |
| 1979                         | Phil Dent                     | Hank Pfister           | 6:4, 6:4, 7:5             |
| 1978                         | Tim Wilkison (1)              | Kim Warwick            | 6:3, 6:3, 6:7, 3:6, 6:2   |
| 1977                         | Roscoe Tanner                 | Brian Teacher          | 6:3, 3:6, 6:3, 6:7, 6:4   |
| 1976                         | Tony Roche (3)                | Dick Stockton          | 6:3, 3:6, 6:3, 6:4        |
| 1975                         | Ross Case                     | John Marks             | 6:2, 6:1                  |
| 1974 (Dez.)                  | Tony Roche (3)                | Phil Dent              | 7:6, 4:6, 3:6, 6:2, 8:6   |
| 1974 (Jan.)                  | Geoff Masters                 | Colin Dibley           | 6:1, 6:4, 6:2             |
| 1973                         | Mal Anderson                  | Ken Rosewall           | 6:3, 6:4, 6:4             |
| 1972                         | Alexander Metreweli           | Patrice Dominguez      | 6:4, 6:4, 3:6, 6:1        |
| 1971                         | Phil Dent                     | John Alexander         | 6:3, 6:4, 6:4             |
| 1970                         | Arthur Ashe                   | Ken Rosewall           | 3:6, 6:2, 3:6, 6:2, 6:3   |
| 1969                         | Tony Roche (2)                | Rod Laver              | 6:4, 4:6, 9:7, 12:10      |
| 1968                         | nicht ausgetragen             | nicht ausgetragen      | nicht ausgetragen         |
| 1967                         | Tony Roche (1)                | Roy Emerson            | 8:6, 6:1, 8:6             |
| 1966                         | Fred Stolle (2)               | John Newcombe          | 12:10, 6:0, 6:0           |
| 1965                         | John Newcombe                 | Arthur Ashe            | 6:8, 6:2, 7:5, 6:1        |
| 1964                         | Fred Stolle (1)               | Roy Emerson            | 4:6, 6:3, 11:9, 6:8, 6:3  |
| 1963                         | Dennis Ralston                | Mike Sangster          | 6:8, 6:3, 6:4, 6:4        |
| 1962                         | Neale Fraser (3)              | Ken Fletcher           | 6:4, 7:5, 3:6, 4:6, 6:3   |
| 1961                         | Rod Laver                     | Roy Emerson            | 8:6, 6:3, 3:6, 4:6, 6:4   |
| 1960                         | Neale Fraser (2)              | Barry MacKay           | 10:8, 6:4, 7:5            |
| 1959                         | Neale Fraser (1)              | Roy Emerson            | 11:9, 8:6, 6:3            |
| 1958                         | Ashley Cooper (2)             | Earl Buchholz          | 6:0, 6:1, 7:9, 6:2        |
| 1957                         | Ashley Cooper (1)             | Neale Fraser           | 6:4, 6:3, 6:3             |
| 1956                         | Ken Rosewall                  | Neale Fraser           | 6:4, 7:5, 6:4             |
| 1955                         | Lew Hoad (2)                  | Ken Rosewall           | 6:2, 6:3, 2:6, 6:1        |
| 1954                         | Rex Hartwig                   | Mervyn Rose            | 6:3, 6:4, 8:6             |
| 1953                         | Lew Hoad (1)                  | Ken Rosewall           | 8:6, 4:6, 9:7, 10:8       |
| 1952                         | Frank Sedgman                 | Ken McGregor           | 6:2, 4:6, 6:4, 6:2        |
| 1951                         | Vic Seixas                    | Mervyn Rose            | 4:6, 9:7, 4:6, 7:5, 6:3   |
| 1950                         | Arthur Larsen                 | Frank Sedgman          | 3:6, 6:4, 6:3, 6:2        |
| 1949                         | John Bromwich (7)             | Bill Sidwell           | 6:3, 10:8, 3:6, 6:3       |
| 1948                         | John Bromwich (6)             | Frank Sedgman          | 6:4, 6:1, 7:5             |
| 1947                         | Adrian Quist                  | James Brink            | 6:4, 6:2, 2:6, 4:6, 6:2   |
| 1946                         | John Bromwich (5)             | Dinny Pails            | 3:6, 6:3, 6:4, 6:4        |
| 1945                         | Dinny Pails                   | John Bromwich          | 6:1, 6:2, 6:4             |
| 1941–1944: Zweiter Weltkrieg |                               |                        |                           |
| 1940                         | John Bromwich (4)             | Adrian Quist           | 6:3, 4:6, 10:8, 6:8, 6:1  |
| 1939                         | John Bromwich (3)             | Adrian Quist           | 2:6, 6:0, 6:4, 6:0        |
| 1938                         | John Bromwich (2)             | Adrian Quist           | 6:2, 6:4, 6:1             |
| 1937                         | John Bromwich (1)             | Adrian Quist           | 4:6, 6:4, 6:1, 2:6, 7:5   |
| 1936                         | Jack Crawford (7)             | John Bromwich          | 6:4, 3:6, 1:6, 11:9, 6:2  |
| 1935                         | Adrian Quist                  | Harry Hopman           | 6:3, 6:1, 3:6, 8:10, 6:2  |
| 1934                         | Jack Crawford (6)             | Fred Perry             | 7:5, 2:6, 6:3, 1:6, 7:5   |
| 1933                         | Jack Crawford (5)             | Harry Hopman           | 6:4, 8:6, 7:5             |
| 1932 (Nov.)                  | Ellsworth Vines               | Wilmer Allison         | 4:6, 6:1, 2:6, 6:4, 7:5   |
| 1932 (März)                  | Jack Crawford (4)             | W. B. Walker           | 6:2, 6:3, 8:6             |
| 1931                         | Jack Crawford (3)             | Harry Hopman           | 3:6, 6:3, 6:4, 6:4        |
| 1930                         | Jack Cummings                 | Edgar Moon             | 6:1, 6:0, 7:5             |
| 1929                         | Jack Crawford (2)             | Clifford Sproule       | 6:1, 6:3, 6:3             |
| 1928                         | Frederick Kalms (2)           | James Willard          | 6:1, 6:4, 2:6, 3:6, 6:0   |
| 1927                         | Jack Crawford (1)             | Richard Schlesinger    | 7:5, 1:6, 9:7, 5:7, 6:4   |
| 1926                         | Frederick Kalms (1)           | Eskell Andrews         | 6:2, 6:4, 3:6, 6:4        |
| 1925                         | Norman Peach                  | A. Seiler              | 6:4, 1:6, 4:6, 7:5, 8:6   |
| 1924                         | Gerald Patterson (2)          | James Willard          | 6:4, 7:9, 6:2, 6:0        |
| 1923                         | James Anderson (3)            | Norman Peach           | 6:4, 6:3, 6:0             |
| 1922                         | Ronald Thomas                 | Norman Peach           | 2:6, 6:3, 6:3, 6:8, 6:3   |
| 1921                         | Gerald Patterson (1)          | John Hawkes            | kampflos                  |
| 1920                         | R. Neil                       | Eric Pockley           | 6:4, 4:6, 6:1, 6:3        |
| 1919                         | James Anderson (2)            | R. Neil                | 9:7, 2:6, 7:5, 6:1        |
| 1916–1918: Erster Weltkrieg  |                               |                        |                           |
| 1915                         | Henry Marsh                   | Alfred Jones           | 3:6, 6:4, 6:4, 0:6, 6:4   |
| 1914                         | James Anderson (1)            | Alfred Jones           | 7:5, 3:6, 6:1, 6:3        |
| 1913                         | Arthur O’Hara Wood            | James Anderson         | 6:3, 3:6, 6:1, 3:6, 6:0   |
| 1912                         | Alfred Jones                  | Ashley Campbell        | 6:2, 3:6, 8:6, 2:1 aufgg. |
| 1911                         | Ashley Campbell               | Horace Rice            | 8:6, 6:3, 6:1             |
| 1910                         | Harry Alabaster Parker        | Horace Rice            | 6:3, 4:6, 2:6, 8:6, 9:7   |
| 1909                         | Rodney Heath (2)              | Granville G. Sharp     | 6:1, 3:6, 6:1, 0:6, 6:3   |
| 1908                         | Rodney Heath (1)              | Horace Rice            | 6:3, 6:4, 7:9, 6:4        |
| 1907                         | Horace Rice (2)               | Harry Alabaster Parker | 6:4, 6:3, 3:6, 5:7, 6:1   |
| 1906                         | Granville G. Sharp (3)        | Stanley Doust          | 6:1, 6:2, 6:2             |
| 1905                         | nicht ausgetragen             | nicht ausgetragen      | nicht ausgetragen         |
| 1904                         | Granville G. Sharp (2)        | Horace Rice            | 6:3, 6:4, 6:2             |
| 1903                         | Granville G. Sharp (1)        | Barnley Murphy         |                           |
| 1902                         | Wilberforce Vaughan Eaves (2) | Gus Kearney            | 6:0, 7:5, 1:6, 6:2        |
| 1901                         | Gus Kearney (2)               | Horace Rice            | 8:6, 1:6, 5:7, 6:1, 6:0   |
| 1900                         | Horace Rice (1)               | Leslie Poidevin        | 6:0, 6:1, 3:6, 6:4        |
| 1899                         | Gus Kearney (1)               | David L. Gaden         | 6:1, 6:0, 12:10           |
| 1898                         | Henry R. Crossman (3)         | Alfred Dunlop          | 14:12, 6:1, 6:2           |
| 1897                         | Albert Curtis                 | Henry R. Crossman      | 6:1, 6:0, 6:4             |
| 1896                         | Henry R. Crossman (2)         | Horace Rice            | 6:3, 4:6, 6:1, 4:6, 6:0   |
| 1895                         | Henry R. Crossman (1)         | Dudley Webb            | 6:4, 6:2, 6:3             |
| 1894                         | Dudley Webb (5)               | Ben Green              | 5:7, 6:0, 6:2, 6:4        |
| 1893                         | Dudley Webb (4)               | Ben Green              | 2:6, 5:7, 6:2, 6:3, 7:5   |
| 1892                         | Dudley Webb (3)               | Ben Green              | 6:4, 2:6, 5:7, 10:8, 9:7  |
| 1891                         | Wilberforce Vaughan Eaves (1) | Dudley Webb            | 3:6, 6:3, 6:4, 8:6        |
| 1890                         | Dudley Webb (2)               | Herbert E. Webb        | 6:2, 6:3, 6:2             |
| 1889                         | Arthur Colquhoun              | Dudley Webb            | 6:2, 0:6, 6:3, 6:2        |
| 1888                         | Dudley Webb (1)               | Charles W. Cropper     | 6:0, 6:4, 7:5             |
| 1887                         | Charles W. Cropper (2)        | Robert D. Fitzgerald   | 6:4, 6:2, 6:0             |
| 1886                         | Charles W. Cropper (1)        | William Salmon         | 6:0, 6:0, 5:7, 8:6        |
| 1885                         | William Salmon                | Walter John Riddell    | 1:6, 6:8, 6:3, 6:2, 6:3   |

### Doppel
| Jahr                         | Sieger                                 | Finalgegner                        | Finalergebnis     |
| ---------------------------- | -------------------------------------- | ---------------------------------- | ----------------- |
| 2022                         | John Peers Filip Polášek               | Simone Bolelli Fabio Fognini       | 7:5, 7:5          |
| 2020–2021: nicht ausgetragen |                                        |                                    |                   |
| 2019                         | Jamie Murray (2) Bruno Soares (2)      | Juan Sebastián Cabal Robert Farah  | 6:4, 6:3          |
| 2018                         | Łukasz Kubot Marcelo Melo              | Jan-Lennard Struff Viktor Troicki  | 6:3, 6:4          |
| 2017                         | Wesley Koolhof Matwé Middelkoop        | Jamie Murray Bruno Soares          | 6:3, 7:5          |
| 2016                         | Jamie Murray (1) Bruno Soares (1)      | Rohan Bopanna Florin Mergea        | 6:3, 7:66         |
| 2015                         | Rohan Bopanna Daniel Nestor (5)        | Jean-Julien Rojer Horia Tecău      | 6:4, 7:65         |
| 2014                         | Daniel Nestor (4) Nenad Zimonjić (3)   | Rohan Bopanna Aisam-ul-Haq Qureshi | 7:63, 7:63        |
| 2013                         | Bob Bryan (3) Mike Bryan (3)           | Maks Mirny Horia Tecău             | 6:4, 6:4          |
| 2012                         | Bob Bryan (2) Mike Bryan (2)           | Matthew Ebden Jarkko Nieminen      | 6:1, 6:4          |
| 2011                         | Lukáš Dlouhý Paul Hanley (3)           | Bob Bryan Mike Bryan               | 6:76, 6:3, [10:5] |
| 2010                         | Daniel Nestor (3) Nenad Zimonjić (2)   | Ross Hutchins Jordan Kerr          | 6:3, 7:65         |
| 2009                         | Bob Bryan (1) Mike Bryan (1)           | Daniel Nestor Nenad Zimonjić       | 6:1, 7:63         |
| 2008                         | Richard Gasquet Jo-Wilfried Tsonga     | Bob Bryan Mike Bryan               | 4:6, 6:4, [11:9]  |
| 2007                         | Paul Hanley (2) Kevin Ullyett          | Mark Knowles Daniel Nestor         | 6:4, 6:73, [10:6] |
| 2006                         | Fabrice Santoro Nenad Zimonjić (1)     | František Čermák Leoš Friedl       | 6:1, 6:4          |
| 2005                         | Mahesh Bhupathi Todd Woodbridge (5)    | Arnaud Clément Michaël Llodra      | 6:3, 6:3          |
| 2004                         | Jonas Björkman Todd Woodbridge (4)     | Bob Bryan Mike Bryan               | 7:63, 7:5         |
| 2003                         | Paul Hanley (1) Nathan Healey          | Mahesh Bhupathi Joshua Eagle       | 7:63, 6:4         |
| 2002                         | Donald Johnson Jared Palmer            | Joshua Eagle Sandon Stolle         | 6:4, 6:4          |
| 2001                         | Daniel Nestor (2) Sandon Stolle (3)    | Jonas Björkman Todd Woodbridge     | 2:6, 7:64, 7:65   |
| 2000                         | Todd Woodbridge (3) Mark Woodforde (3) | Lleyton Hewitt Sandon Stolle       | 7:5, 6:4          |
| 1999                         | Sébastien Lareau Daniel Nestor (1)     | Patrick Galbraith Paul Haarhuis    | 6:3, 6:4          |
| 1998                         | Todd Woodbridge (2) Mark Woodforde (2) | Jacco Eltingh Daniel Nestor        | 6:3, 7:5          |
| 1997                         | Luis Lobo Javier Sánchez               | Paul Haarhuis Jan Siemerink        | 6:4, 6:7, 6:3     |
| 1996                         | Ellis Ferreira Jan Siemerink           | Patrick McEnroe Sandon Stolle      | 5:7, 6:4, 6:1     |
| 1995                         | Todd Woodbridge (1) Mark Woodforde (1) | Trevor Kronemann David Macpherson  | 7:6, 6:4          |
| 1994                         | Darren Cahill (3) Sandon Stolle (2)    | Mark Kratzmann Laurie Warder       | 6:1, 7:6          |
| 1993                         | Jason Stoltenberg Sandon Stolle (1)    | Luke Jensen Murphy Jensen          | 6:3, 6:4          |
| 1992                         | Sergio Casal Emilio Sánchez Vicario    | Scott Davis Kelly Jones            | 3:6, 6:1, 6:4     |
| 1991                         | Scott Davis David Pate                 | Darren Cahill Mark Kratzmann       | 3:6, 6:3, 6:2     |
| 1990                         | Pat Cash (2) Mark Kratzmann (2)        | Pieter Aldrich Danie Visser        | 6:4, 7:5          |
| 1989                         | Darren Cahill (2) Wally Masur          | Pieter Aldrich Danie Visser        | 6:4, 6:3          |
| 1988                         | Darren Cahill (1) Mark Kratzmann (1)   | Joey Rive Bud Schultz              | 7:6, 6:4          |
| 1987                         | Brad Drewett Mark Edmondson            | Peter Doohan Laurie Warder         | 6:4, 4:6, 6:2     |
| 1986                         | nicht ausgetragen                      | nicht ausgetragen                  | nicht ausgetragen |
| 1985                         | David Dowlen Nduka Odizor              | Broderick Dyke Wally Masur         | 6:4, 7:6          |
| 1984                         | Paul Annacone Christo van Rensburg     | Tom Gullikson Scott McCain         | 7:6, 7:5          |
| 1983                         | Mike Bauer Pat Cash (1)                | Broderick Dyke Rod Frawley         | 7:6, 6:4          |
| 1982                         | John Alexander John Fitzgerald         | Cliff Letcher Craig A. Miller      | 6:4, 7:6          |
| 1981                         | Paul McNamee (2) Peter McNamara (2)    | Hank Pfister John Sadri            | 6:7, 7:6, 7:6     |
| 1980                         | Paul McNamee (1) Peter McNamara (1)    | Vitas Gerulaitis Brian Gottfried   | 6:2, 6:4          |